# Північна Муха

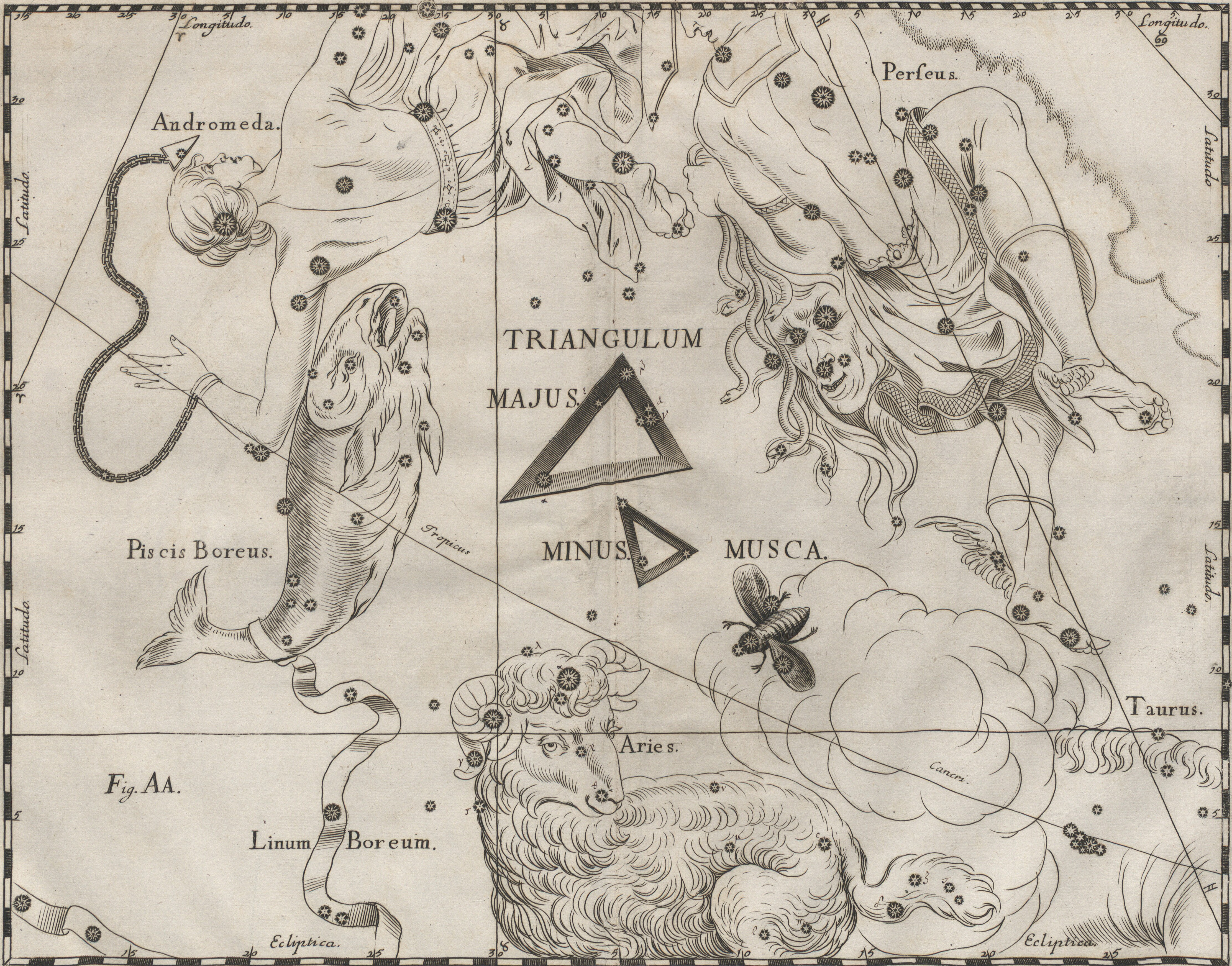
Сузір'я Муха в атласі Йоганна Гевелія (1690). У цьому атласі сузір'я показані так, як вони виглядають на глобусі, тобто інвертовані у порівнянні з їхнім виглядом на небі.

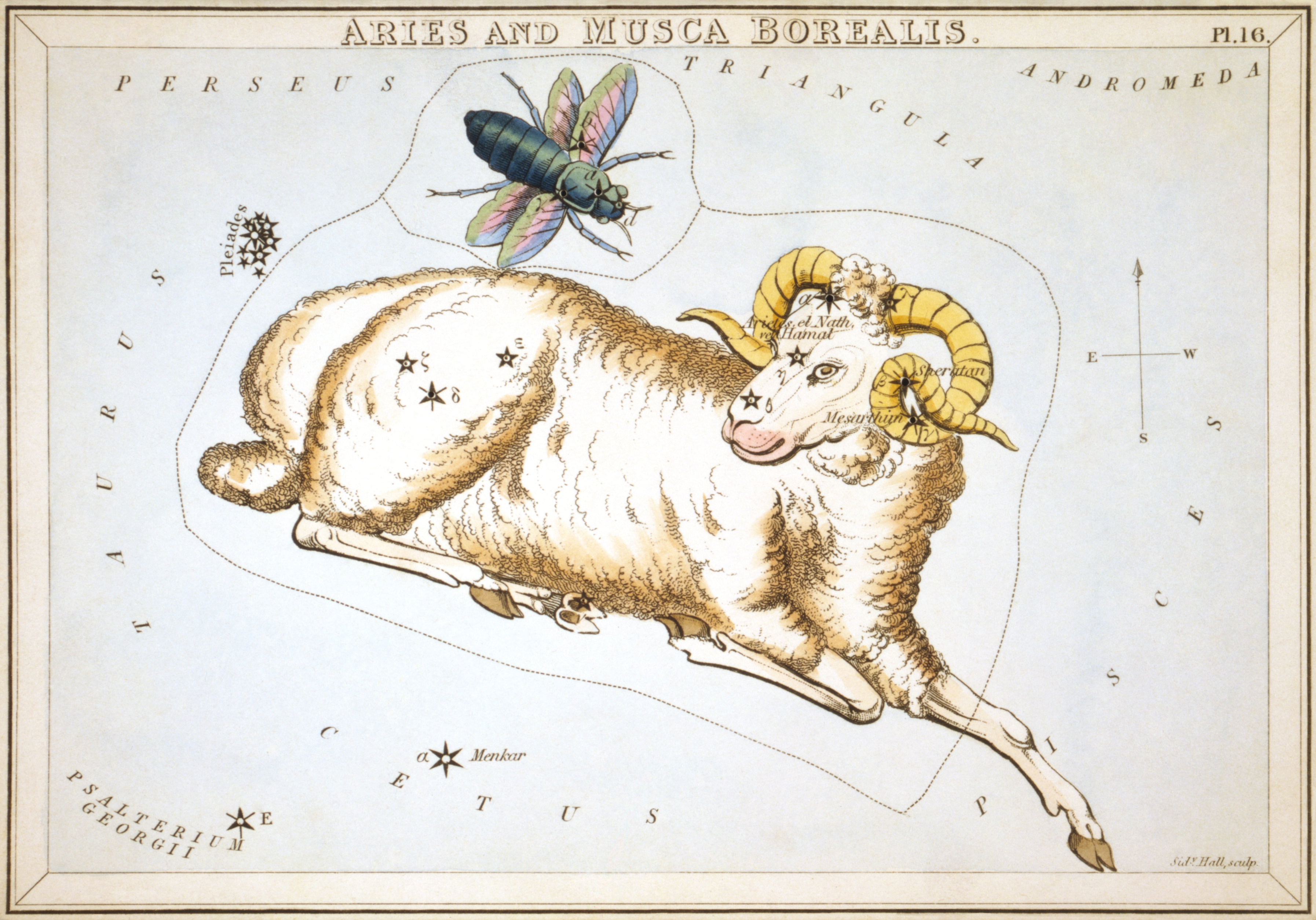
У «Дзеркалі Уранії» (1825).

Північна Муха (лат. Musca Borealis) — колишнє, нині відмінене сузір'я, яке розташовувалось між сузір'ями Овна та Персея. Першим це сузір'я ввів Петрус Планцій у 1612 році, назвавши його Бджоли (лат. Apes). Сузір'я складалося з невеликої групи зір, які зараз називають 33 Овна, 35 Овна, 39 Овна та 41 Овна.
Найяскравіша зоря зараз відома як 41 Овна або Бхарані. Вона має зоряну величину 3,63, це синьо-біла зоря головної послідовності спектрального типу B8V, віддалена від нас приблизно на 166 світлових років. 39 Овна або Північні Лілії — помаранчевий гігант із зоряною величиною 4,51 та спектральним класом K1.5III, відстань до якого становить близько 171 світлових років.
У 1624 році Якоб Барч перейменував сузір'я на Осу (лат. Vespa), можливо, маючи на меті уникнути плутанини з іншим сузір'ям, створеним Планцієм у 1598 році, яке Баєр у 1603 році назвав Бджолою (лат. Apis). Планцій у 1612 році та Блеу в 1602 році назвали це давніше сузір'я Муха, однак Баєр, очевидно, не знав про це.
У 1679 році Огюстен Руає використав ці зорі для свого сузір'я Лілія (лат. Lilium, символізує лілію та створене на честь покровителя Руає, короля Людовика XIV).
Вперше сузір'я назвав Мухою Гевелій у своєму каталозі 1690 року. Пізніші астрономи перейменували її на Північну Муху, щоб відрізняти від Південної Мухи.
Сузір'я Північна Муха більше не використовується; зорі, які воно містило, тепер входять до сузір'я Овна. Південна Муха (лат. Musca Australis) тепер відома просто як Муха.